# Transiting Exoplanet Survey Satellite

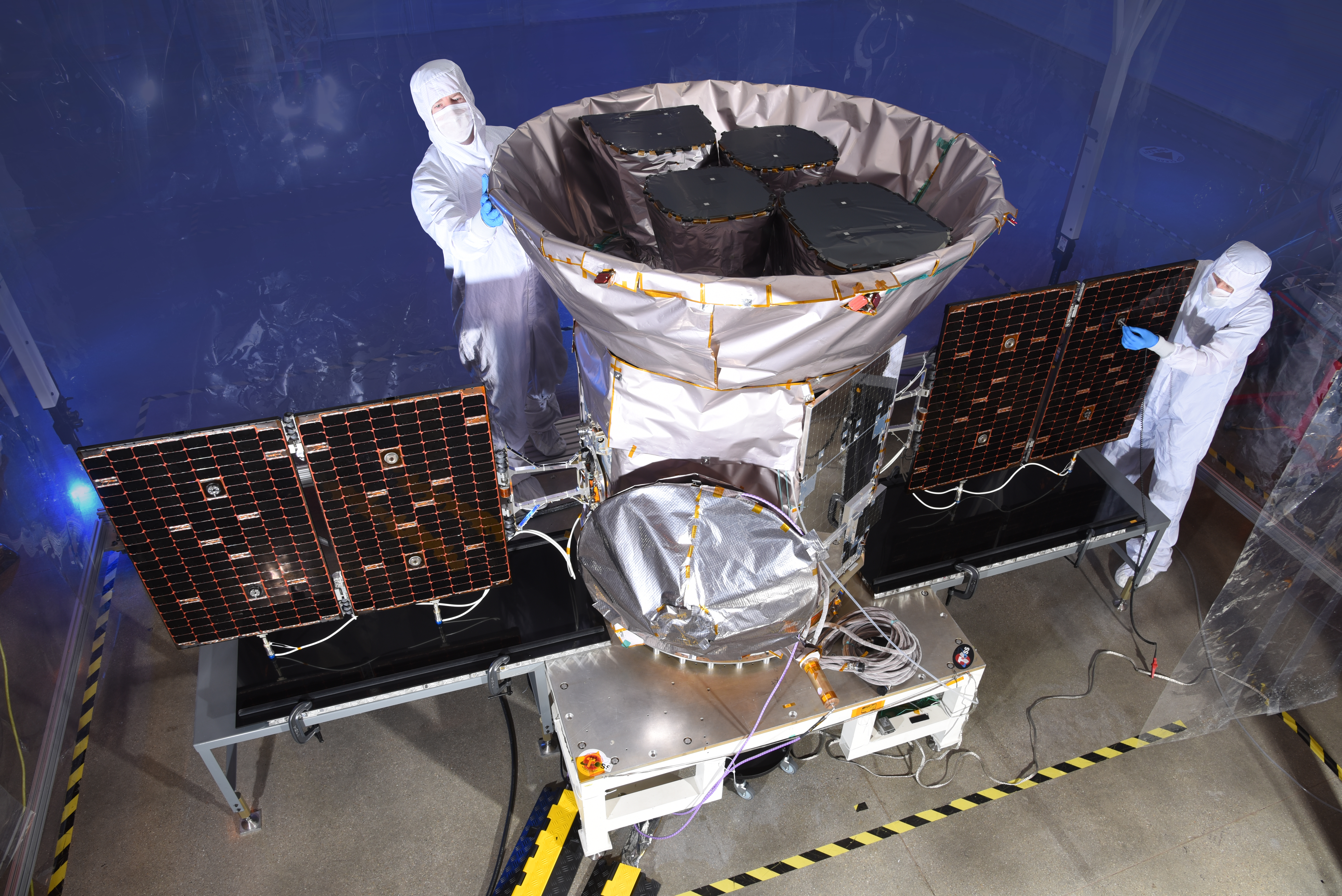
TESS vor dem Start

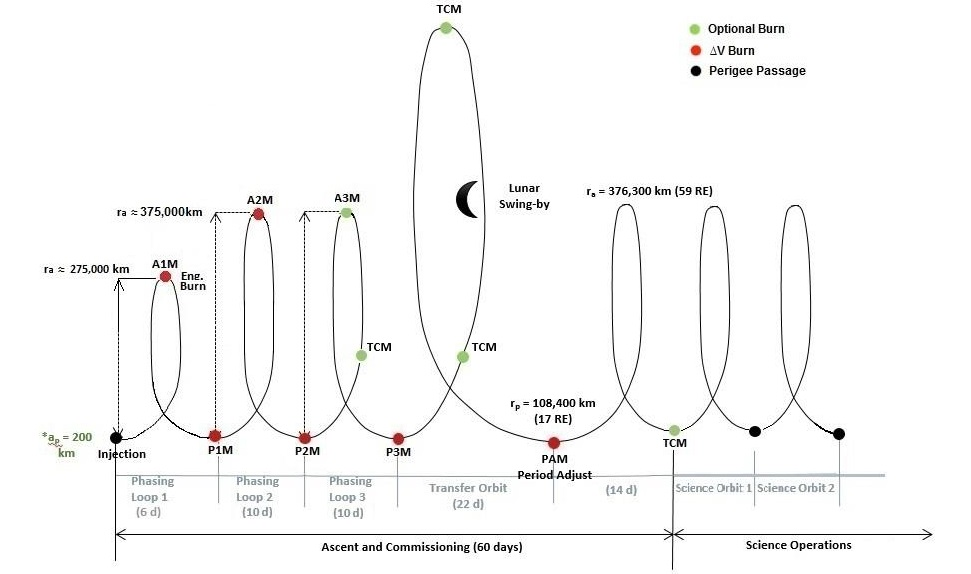
Flugmanöver nach dem Start

Das Transiting Exoplanet Survey Satellite (TESS) ist ein Weltraumteleskop der NASA zur Suche nach Exoplaneten. Das Teleskop wurde am 18. April 2018 mit einer Falcon 9 gestartet. Es folgte ein zwei Monate dauerndes komplexes Flugmanöver mit einem Swing-by am Mond, um die geplante Erdumlaufbahn zu erreichen.
Wie schon das Weltraumteleskop Kepler verwendet auch TESS die Transitmethode, um Exoplaneten zu entdecken. Jedoch liegt der Fokus auf Sternen, die unserem Sonnensystem deutlich näher sind. Außerdem durchmustert TESS auf verschiedenen Flugbahnen fast den gesamten Himmel, während bei Kepler nur die Sternbilder Schwan und Leier im Fokus der Untersuchungen waren.

## Missionsplanung und -ziele
Die Idee für TESS stammt aus dem Jahr 2006, als mit privater Finanzierung das Design definiert wurde. Im Jahre 2008 sollte gemäß Vorschlag des MIT im Rahmen des Small Explorer Program aus dem Projekt eine volle NASA-Mission werden. Damals wurde die Mission aber nicht ausgewählt. Sie wurde jedoch 2010 wieder vorgeschlagen und schließlich im Jahre 2013 als Medium Explorer mission aufgenommen.
TESS sollte deutlich hellere und nähere Sterne beobachten als Kepler. Es wurde mit mehreren tausend Planetenkandidaten gerechnet, davon 300 ähnlich groß oder bis zu doppelt so groß wie die Erde (siehe auch bereits bekannte erdähnliche Exoplaneten).
Während der Primärmission sollte TESS etwa 85 % des Himmels durchmustern, mit Fokus auf sonnenähnlichen Sternen der Spektralklasse G sowie auch der weniger hellen Spektralklassen K und M mit einer scheinbaren Helligkeit bis zu 12 mag. Der Fokus lag auf Sternen in einer Entfernung von 30 bis 300 Lichtjahren, welche deutlich näher (und somit heller) sind als die 300 bis 3000 Lichtjahre entfernten Sterne bei der Kepler-Mission. Dadurch muss TESS mit deutlich größeren Helligkeiten umgehen können als Kepler. Diese größere Nähe und Helligkeit bringt jedoch den Vorteil mit sich, dass Folgeuntersuchungen einfacher durchgeführt werden können als bei den Planeten, die mit Kepler entdeckt wurden.
Es war geplant, rund 200.000 Sterne zu untersuchen, inklusive der 1000 nächstgelegenen Roten Zwerge. TESS sollte dabei nach Transits suchen, während basierend auf den Daten ein Katalog von Exoplanetkandidaten erstellt wird. Anhand des Katalogs können erdbasierte Teleskope Folgeuntersuchungen durchführen und somit die Kandidaten bestätigen oder verwerfen. Andere Teleskope, wie zum Beispiel das James-Webb-Weltraumteleskop, sollen dann die Atmosphären der entdeckten Planeten untersuchen.
Zusätzlich zur Suche nach Exoplaneten ermöglicht TESS Wissenschaftlern im Rahmen des Guest Investigator Program, weitere Ziele für astrophysikalische Untersuchungen vorzuschlagen.

## Technische Missionsdetails
TESS ist mit vier Weitwinkelteleskopen und zugehörigen CCD-Detektoren ausgerüstet. Die Rohdaten werden im Intervall von 13,7 Tagen zur Erde geschickt, wobei die Übertragung der Daten ungefähr drei Stunden in Anspruch nimmt. TESS bewegt sich in einem Orbit in 2:1-Resonanz zum Mond, auch „P/2“ genannt. Dieser stark elliptische Orbit wird über Jahrzehnte stabil sein und die Kameras in einem stabilen Temperaturbereich halten.

### Primärmission (bis Mitte 2020)
Der Beobachtungsbereich war in 26 Sektoren aufgeteilt, wobei jeder Sektor ein Feld von 24° × 96° abdeckt. Die Sektoren überlappen sich, was dort die Wahrscheinlichkeit erhöht, auch Durchgänge längerperiodischer Planeten zu beobachten. Dabei beobachtete das Teleskop jeweils 27,4 Tage (zwei Orbits) lang einen Sektor und ging dann zum nächsten Sektor über. Während der Beobachtung wird von den 100.000 hellsten Sternen im Bildbereich jeweils im Abstand einer Minute eine Ausschnittsaufnahme abgespeichert und verglichen. Die Primärmission wurde abgeschlossen, sobald alle 26 Sektoren vermessen waren. Sie dauerte deshalb etwa 2 Jahre (26 Sektoren multipliziert mit 27,4 Tagen pro Sektor).

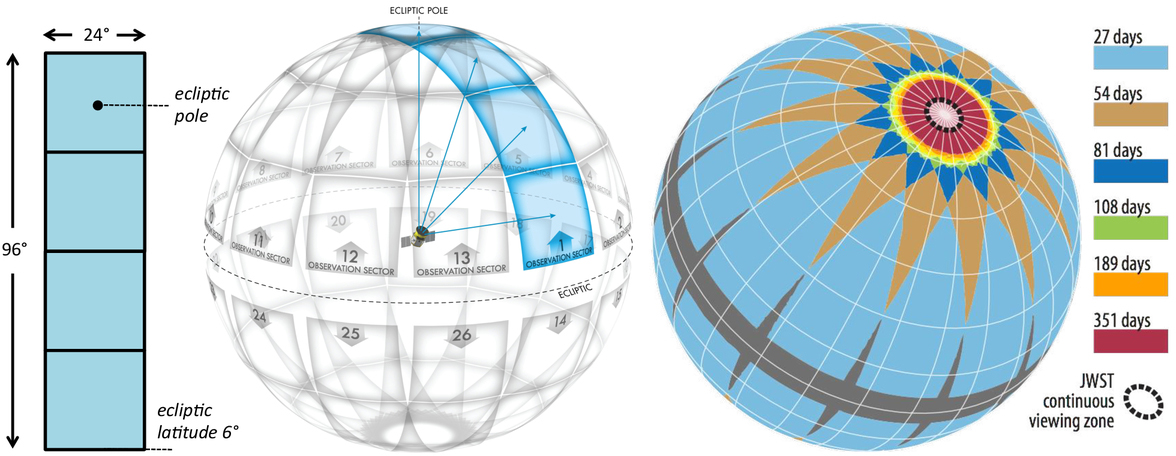
Illustration der Sektoren

### Extended Mission (ab Mitte 2020)
Nach dem Beenden der Primärmission wurden Verbesserungen bezüglich der Datenerfassung und -verarbeitung vorgestellt, die bis zum Ende der „Extended Mission“ beibehalten werden.
Die vorgestellten Verbesserungen:
- Ein Vollformat-Bild wird alle 10 Minuten statt alle 30 Minuten aufgenommen.
- Der neue Modus, der die Sternhelligkeit alle 20 Sekunden misst, wird mit dem ursprünglichen Modus vom Zwei-Minuten-Messungstakt kombiniert.
- Die davor noch nicht gemessenen Regionen entlang der Ekliptik werden erfasst.

Diese Verbesserungen ermöglichen die Helligkeitsunterschiede in höherer Auflösung zu verfolgen und über mehr Details der Flares der aktiven Sterne zu verfügen.

## Missionsverlauf

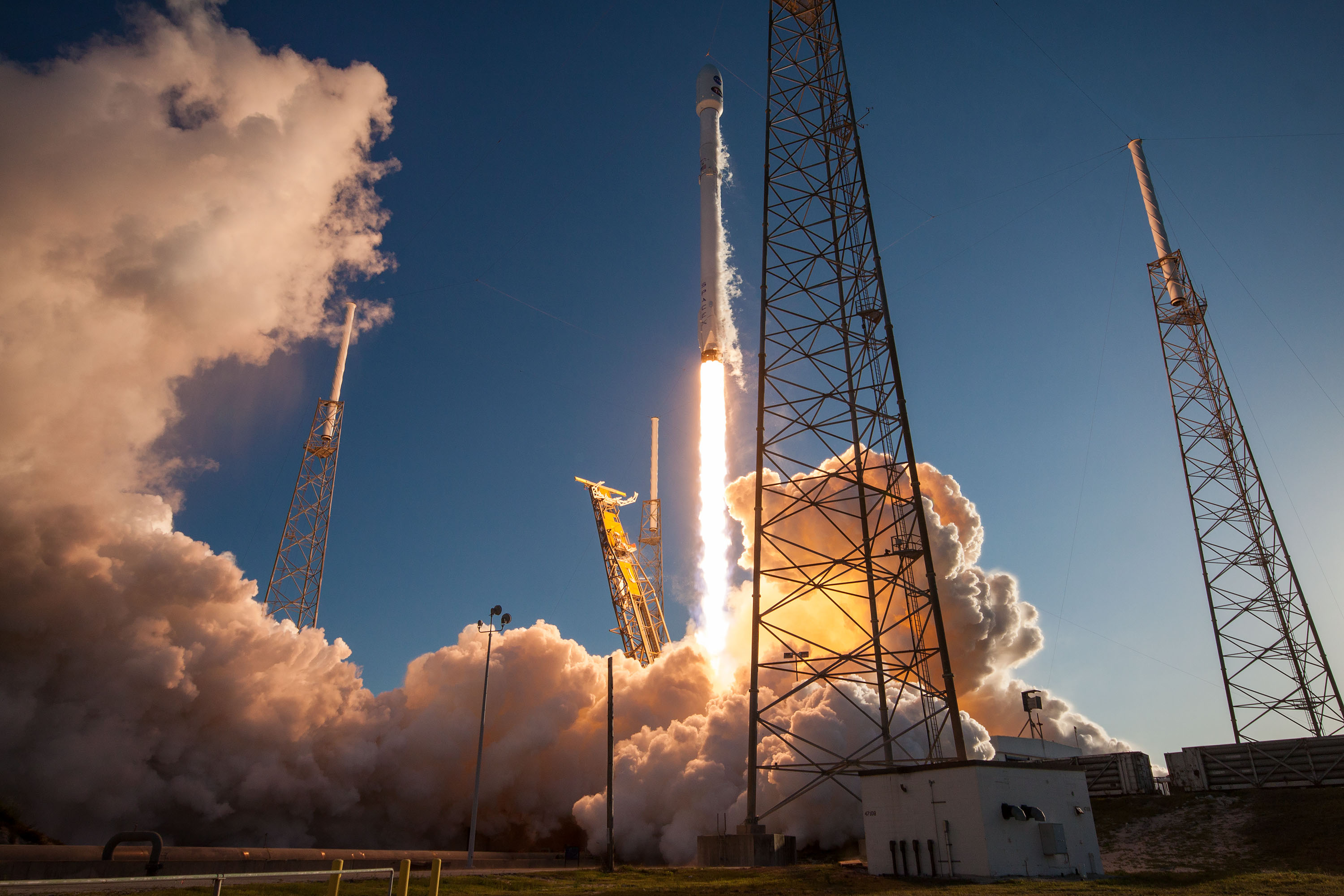
Start der Falcon 9

### Primärmission
Am 18. April 2018 wurde die Sonde erfolgreich in eine Umlaufbahn befördert. Danach waren einige Vorarbeiten der wissenschaftlichen Mission nötig, welche am 25. Juli begann. Die ersten Bilder („First Light“) wurden am 7. August aufgenommen und am 17. September veröffentlicht.

„Erstes Licht“ der wissenschaftlichen Beobachtungsphase, aufgenommen am 7. August 2018. Deutlich sichtbar in den unteren beiden Feldern die Magellanschen Wolken.

Am 22. August 2018 konnte die Kampagne im ersten Sektor des Südhimmels erfolgreich abgeschlossen werden und die wissenschaftlichen Daten wurden zur Erde geschickt. Nach der Analyse dieser Daten wurden die ersten Exoplanet-Kandidaten am 19. September 2018 veröffentlicht. Die beiden Planeten (Pi Mensae c und LHS 3844 b) umrunden ihren Zentralstern in lediglich 6 Tagen respektive 11 Stunden.
Am 2. Dezember 2018 zählte man bereits 135 Kandidaten. Einige davon waren bereits durch andere Suchprogramme wie SuperWASP oder dem HATNet Project als Exoplaneten identifiziert worden.
Ende Juli 2020 hatte TESS innerhalb von zwei Jahren wie geplant die Daten der 26 Sektoren der Primärmission gesammelt. Es folgte ab Sektor 27 die „Extended Mission“.

### Extended Mission
Aktuell werden jährlich 13–14 Sektoren definiert und von TESS vermessen. Diese Sektoren unterscheiden sich in den Flug- und Beobachtungsbahnen von denjenigen der Primärmission. Dadurch können weitere, zuvor nicht abgedeckte Teile des Himmels beobachtet werden. Die Stand 2023 verfügbare Planung reicht bis ins Jahr 7 ab Missionsstart (2025).
Als Nebenprodukt konnte darüber hinaus das Minor Planet Center im August 2022 über 3600 Beobachtungen eines ungewöhnlichen transneptunischen Objekts publizieren. Das Objekt zeigt keine besondere Aktivität, bewegt sich aber auf einer kometenähnlichen Bahn in ca. 17800 Jahren um die Sonne. Das Objekt nähert sich der Sonne gemäß der bis August 2022 ermittelten Bahndaten im Perihel bis auf rund 4,29 AE (zwischen dem Asteroidengürtel und Jupiter) und erhielt die vorläufige Bezeichnung A/2018 W3. Die Aufnahmen erfolgten durch TESS von Juli bis September 2020 und Mai bis Juni 2021.
Im März 2025 zählte das NASA Exoplanet Archive über 600 bestätigte Entdeckungen durch TESS sowie mehr als 7500 Kandidaten.

### Technische Schwierigkeiten
Am 8. April 2024 schaltete sich das Gerät aus unbekannten Gründen in einen Sicherheitsmodus, konnte aber neun Tage später wieder in Betrieb genommen werden. Am 23. April wiederholte sich die Teilabschaltung während einer Routineaktivität. Technische Ursachen und möglicher Wiederanlauf der wissenschaftlichen Messungen werden durch die NASA geprüft. Am 3. Mai konnte der Fehler erfolgreich behoben werden, indem der Druck in einem Antriebssystem korrigiert wurde. TESS ging wieder in den Mess-Modus.

## Trivia
Internationale Aufmerksamkeit erhielt das Programm auch durch die Entdeckung des zirkumbinären Exoplaneten TOI 1338b durch den Schülerpraktikanten Wolf Cukier im Sommer 2019, von der die NASA im Januar 2020 berichtete.
Das Teleskop spielt außerdem eine Rolle in dem kanadischen Science-Fiction-Film A Billion Stars – Im Universum ist man nicht allein aus dem Jahre 2018 mit Patrick J. Adams und Troian Bellisario.